# Ezequiel Marcelo Castillo Montes
Ezequiel Marcelo Castillo Montes (Buenos Aires, 13 de juny de 1967) és un futbolista argentí, que ocupava la posició de defensa.

## Carrera esportiva
Format a l'Argentinos Juniors, va desenvolupar la major part de la seua carrera a la lliga espanyola, on va militar al RCD Espanyol, CD Tenerife, Rayo Vallecano i CD Badajoz, on es va retirar l'any 2000.
El 2007 va tornar a la pràctica del futbol amb l'Sportivo Patria del seu país.